# Provaci ancora Lenny
Provaci ancora Lenny (Busting Loose) è una serie televisiva statunitense in 24 episodi (più un pilot) di cui 21 trasmessi per la prima volta nel corso di 2 stagioni nel 1977.

## Trama
Il ventiquattrenne ingegnere ebreo Lenny Markowitz abbandona la famiglia, si trasferisce in un appartamento e si fa assumere in un negozio di scarpe per sostentarsi da solo. tra i suoi amici vi sono Lester Bellman, Melody Feebeck (una vicina) e Jackie Gleason, che negli ultimi episodi diverrà la sua fidanzata.

## Personaggi e interpreti
- Lenny Markowitz (21 episodi, 1977), interpretato da Adam Arkin.
- Woody Warshaw (21 episodi, 1977), interpretato da Paul Sylvan.
- Vinnie Morabito (19 episodi, 1977), interpretato da Greg Antonacci.
- Lester Bellman (18 episodi, 1977), interpretato da Danny Goldman.
- Allan Simmonds (16 episodi, 1977), interpretato da Stephen Nathan.
- Melody Feebeck (15 episodi, 1977), interpretata da Barbara Rhoades.
- Sam Markowitz (12 episodi, 1977), interpretato da Jack Kruschen.
- Raymond St. Williams (10 episodi, 1977), interpretato da Ralph Wilcox.
- Pearl Markowitz (9 episodi, 1977), interpretata da Pat Carroll.
- Ralph Cabell (8 episodi, 1977), interpretato da Paul B. Price.
- Jackie Gleason (3 episodi, 1977-1979), interpretato da Louise Williams.
- Hélène (3 episodi, 1977), interpretata da Annie Potts.

## Produzione
La serie, ideata da Mark Rothman e Lowell Ganz, fu prodotta da Paramount Television e girata nei Paramount Studios a Hollywood in California. Le musiche furono composte da Jack Elliott, Allyn Ferguson e Mark Rothman.

### Registi
Tra i registi sono accreditati:
- James Burrows in 5 episodi (1977)
- Tony Mordente in 5 episodi (1977)
- Norm Gray in 2 episodi (1977)
- John Thomas Lenox in 2 episodi (1977)
- Tony Singletary

### Sceneggiatori
Tra gli sceneggiatori sono accreditati:
- Greg Antonacci in 5 episodi (1977)
- David W. Duclon in 3 episodi (1977)
- Lowell Ganz in 3 episodi (1977)
- Babaloo Mandel in 3 episodi (1977)
- Mark Rothman in 3 episodi (1977)
- Barry Rubinowitz in 3 episodi (1977)
- Deborah Leschin in 2 episodi (1977)

## Distribuzione
La serie fu trasmessa negli Stati Uniti dal 17 gennaio 1977 (pilot) e dal 24 gennaio 1977 (1º episodio) al 16 novembre 1977  sulla rete televisiva CBS. In Italia è stata trasmessa con il titolo Provaci ancora Lenny.

## Episodi
| Stagione         | Episodi | Prima TV USA |
| ---------------- | ------- | ------------ |
| Prima stagione   | 12+1    | 1977         |
| Seconda stagione | 12      | 1977         |